# Isidoro, o Lavrador
Isidoro, o Lavrador (Madrid, c. 1070 - 15 de maio de 1130) é um santo da Igreja Católica Romana. Canonizado em 1622 pelo papa Gregório XV, a sua festa é celebrada no dia 15 de Maio.
É padroeiro principal da sua cidade natal, Madrid, e também dos lavradores. 